# Poa flaccidula
Poa flaccidula är en gräsart som beskrevs av Pierre Edmond Boissier och Georges François Reuter. Poa flaccidula ingår i släktet gröen, och familjen gräs. Inga underarter finns listade i Catalogue of Life.